# NGC 7525-2
NGC 7525-2 (другие обозначения — PGC 70731, MK 316, ZWG 431.19) — галактика в созвездии Пегас.
Этот объект не входит в число перечисленных в оригинальной редакции «Нового общего каталога» и был добавлен позднее.